# 리처드 헤일

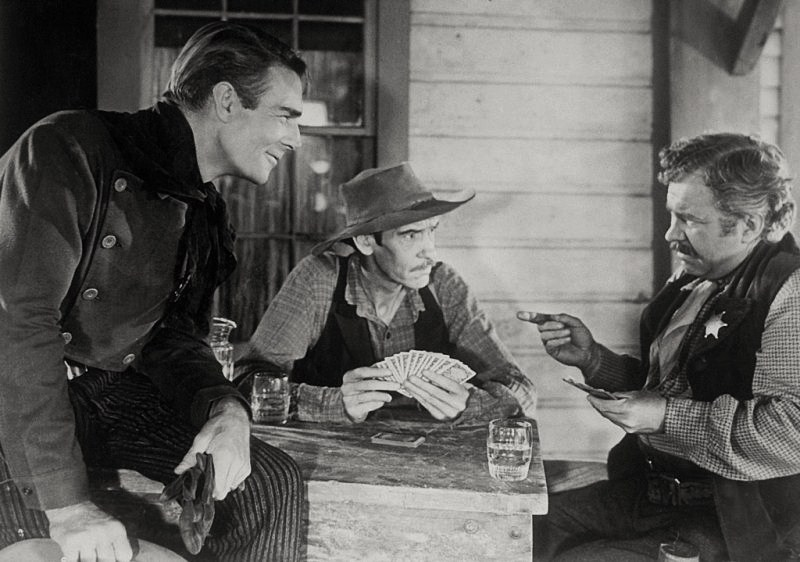

리처드 헤일(Richard Hale, 1892년 11월 16일 ~ 1981년 5월 18일)은 미국의 오페라 가수, 연극 배우, 영화배우, 텔레비전 배우이다.

## 영화
- 불타는 서부 - 78년 시리즈 (1978년)
- 원 리틀 인디언 (1973년)
- 심야의 화랑 (1969년)
- 런던 타워 (1962년)
- 알라바마 이야기 (1962년) - 나단 래들리 역
- 보난자 (1959년)
- 페리 메이슨 (1957년)
- 우정어린 설득 (1956년)
- 딜론 보안관 (1955년)
- 문프릿 (1955년)
- 주피터의 애인 (1955년)
- 레드 가터스 (1954년)
- 줄리어스 시저 (1953년)
- 웬 인 로마 (1952년)
- 파티마의 기적 (1952년)
- 스카라무슈 (1952년)
- 외야의 천사들 (1951년)
- 더 뷰티풀 브론드 프럼 배쉬풀 벤드 (1949년)
- 모두가 왕의 부하들 (1949년)
- 진실한 사랑 (1947년)
- 더 맨 후 데어드 (1946년)
- 천일야화(영어판) (1945년)
- 니커보커 홀리데이 (1944년)